# 交通新聞
交通新聞（こうつうしんぶん）は、運輸業界の記事を中心とした業界紙。JRの関連企業である交通新聞社により発行されている。発行部数は公称で約7.8万部。
現在の紙面は、企業としてのJRグループ全般に関する報道（鉄道業に加え、JRが関与する小売業・宿泊業・製造業などを含む）を中心としつつ、JR以外の鉄道会社、航空など鉄道以外の運輸業界、旅行・観光などの関連業界、国土交通行政に関する内容を包含している。なお、タクシー業界紙で東京交通新聞社が発行する東京交通新聞、および同じく交通毎日新聞社が発行する交通毎日新聞とは関係ない。
掲載されている広告はJRグループ関係者向けと思われるものが多い。関係者による購読が多いが、部外者であっても郵送で購読できる。また、インターネット上でも本文閲覧が可能である。

## 概要
- 発行者 - 交通新聞社
- 発行頻度 - 日刊（土、日、祝日は休刊）
- 使用媒体
  - 紙面
  - メールマガジン（見出し・概要のみ）
  - インターネット（本文閲覧・検索。CYBER STATION会員もしくは携帯電話で利用可能）

## 歴史
1942年（昭和17年）秋頃から、鉄道省首脳部の間で、当時の戦局の中、鉄道を中心とする陸上輸送機関への支援を目的とする機関紙の創刊が検討され、翌年の1943年（昭和18年）2月11日に財団法人陸運協力会が発足、同年4月1日「陸輸新報」が創刊された（同日が交通新聞の創刊日とされる）。当時の鉄道省に新聞発行の専門知識を持つ人材が乏しかったため、毎日新聞社の協力を得ていた。
終戦後の1946年（昭和21年）1月11日、戦時色の払拭を目指す改正を伴う形で、財団法人交通協力会が設立され、陸運協力会が行ってきた事業一切を継承、同年2月1日に、陸輸新報は現在の「交通新聞」に改題された。改題時に採用された中村素堂による題字は現在まで続いている。